# Canowindra grossi
Canowindra — доісторична лопатепера риба, яка жила в пізньому девонському періоді (приблизно 374—359 мільйонів років тому). Рід відомий лише за одним добре збереженим екземпляром, який отримав назву Canowindra grossi, на честь професора Уолтера Гросса, який присвятив свою кар'єру вивченню лопатеперих риб, і на честь австралійського міста, в якому він був знайдений, Canowindra. Canowindra grossi, мабуть, була порівняно невелика за розміром (близько 50 см) і належить до родини Canowindridae.